# Lojo församlingscentrum
Lojo församlingscentrum (finska: Lohjan seurakuntakeskus) är ett församlingshem i Lojo i Finland. Byggnaden, som ägs av Lojo församling, är ritad av arkitekten Aarne Ervi och den representerar 1940-talets romantik. Huset färdigställdes 1951. Lojo församlingscentrum är en av de viktigaste representanterna för denna byggnadsstil i Finland. Byggnaden är känd för sina skifferväggar.

I Lojo församlingscentrum finns församlingssal, kapellkyrkan Lilla Lars, dagklubbsutrymmen, diakonimottagning, kök och fem hyreslägenheter. Lojo församlings pastorsexpedition har förr funnits i byggnaden. Byggnaden byggdes ut åren 1997–1999 enligt arkitekt Vuokko Jouhikainens ritningar.

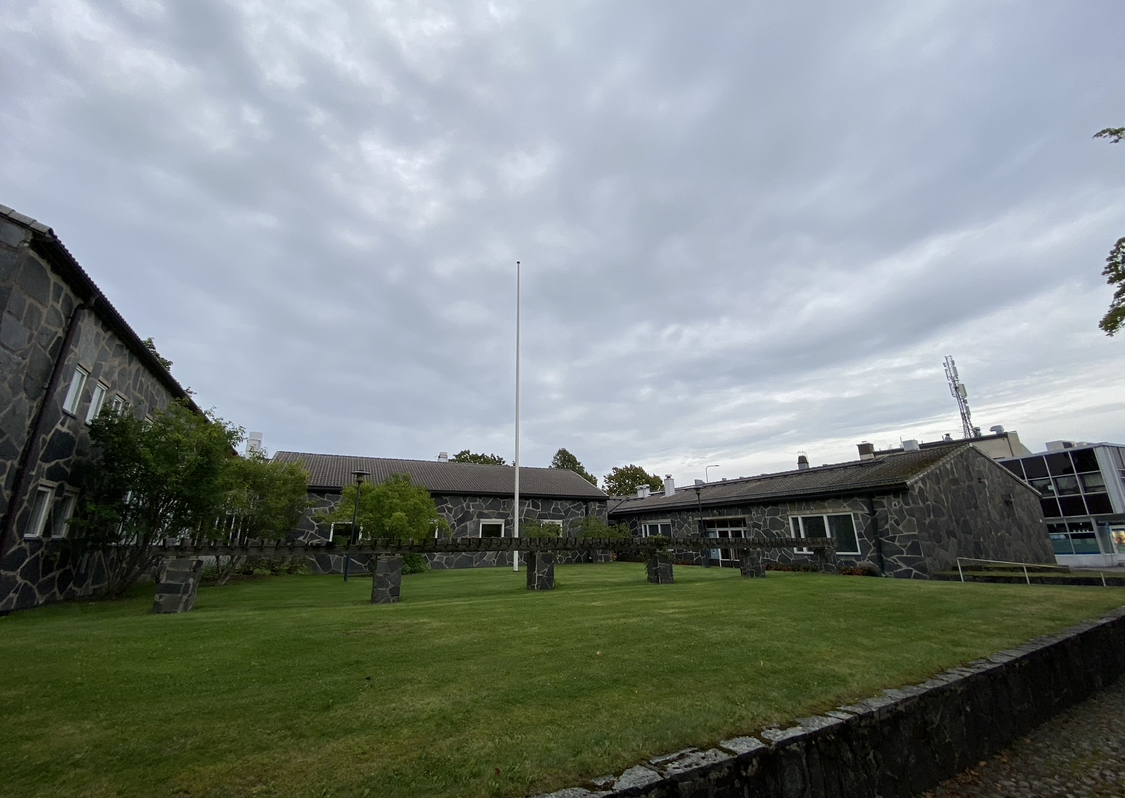
Lojo församlingscentrum på hösten 2023.
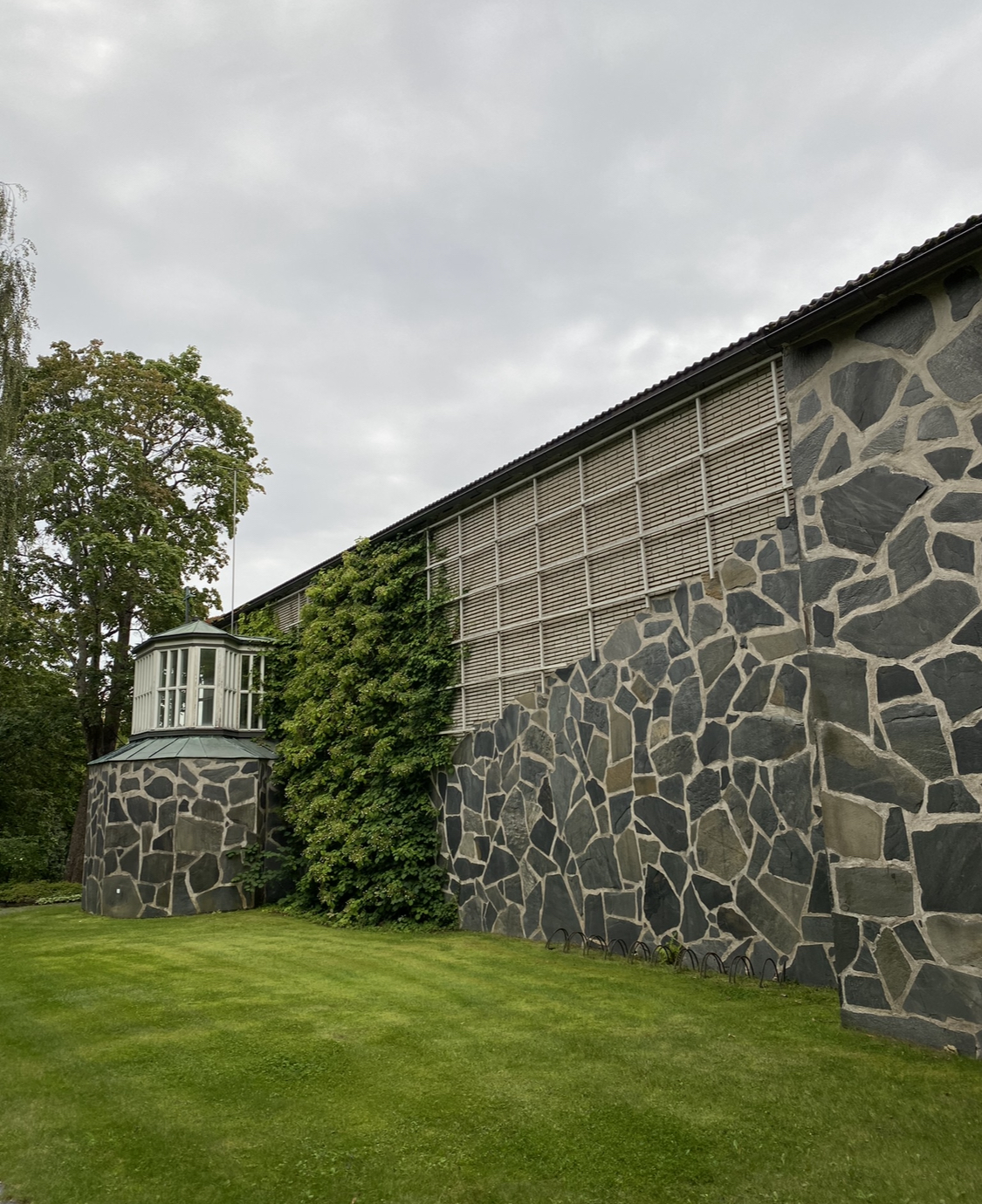
Kapellet Lilla Lars